# Koholia
Koholia — вимерлий рід гієнодонтових ссавців родини Koholiidae. Скам'янілості знайдено в Алжирі. Описано 1 вид: Koholia atlasense.